# LaRon Landry
LaRon Louis Landry (Metairie, 14 ottobre 1984) è un giocatore di football americano statunitense che gioca nel ruolo di free safety nella National Football League (NFL) e dal 2015 è free agent. Fu scelto nel corso del primo giro (6º assoluto) del Draft NFL 2007 dai Washington Redskins. Al college ha giocato a football all’Università della Louisiana dove ha vinto il campionato NCAA nel 2004 ed è stato premiato come All-American.

## Carriera professionistica

### Washington Redskins
Landry fu scelto come sesto assoluto nel Draft 2007 dai Washington Redskins. Nella settimana 9 mise a segnò il suo primo sack su Kellen Clemens. La sua prima stagione regolare si chiuse facendo registrare 95 tackle, 1,5 sack e 6 passaggi deviati, disputando come titolare tutte le 16 partite. Inoltre nel primo turno di playoff contro i Seattle Seahawks mise a segno un intercetto.
Landry mise a segno il suo primo intercetto nella stagione regolare nella settimana 12 della stagione 2008 ancora contro i Seattle Seahawks. Il secondo invece lo mise a referto contro i Baltimore Ravens. La sua seconda stagione terminò con 65 tackle e 0,5 sack.
Nel 2009 Landry giocò 15 partite con un intercetto contro gli Oakland Raiders nella settimana 14. La sua miglior prestazione fu nella sconfitta ai supplementari contro gli allora imbattuti New Orleans Saints nella settimana 13. Landry fece registrare 12 tackle solitari, sack e deviò tre passaggi. Landry terminò la sua stagione con 90 tackle totali.
Nella settimana 5 della stagione 2010, LaRon fu nominato difensore della NFC della settimana per la sua prestazione contro i Green Bay Packers in cui mise a segno 13 tackle solitari, un passaggio deviato, forzò un fumblee intercettò un passaggio di Aaron Rodgers nei supplementari che portò i Redskins a calciare il field goal della vittoria. Landry si infortunò in seguito al tendine d'Achille contro i Philadelphia Eagles nella settimana 10, concludendo così la sua stagione con 9 sole gare disputate.
Dopo che per diversi infortuni Landry giocò solo otto partite nella stagione 2011, i Redskins decisero di non prolungargli il contratto.

### New York Jets
Landry raggiunse un accordo coi New York Jets il 19 marzo 2012 per un contratto annuale da 3,5 milioni di dollari. Nel suo debutto coi Jets giocò una grande prestazione guidando la squadra in tackle contro i Buffalo Bills e forzando un fumble. Un'altra buona prestazione la giocò nella settimana 3 contro i Miami Dolphins intercettando Ryan Tannehill e ritornando il pallone per 18 yard fino a segnare il primo touchdown in carriera. Il 26 dicembre 2012 fu convocato per il suo primo Pro Bowl in carriera.

### Indianapolis Colts
Il 13 marzo 2013, Landry firmò un contratto con gli Indianapolis Colts. Nella prima gara con la nuova maglia, Landry mise a segno ben 15 tackle nella vittoria della settimana 1 sugli Oakland Raiders. La sua annata si chiuse con 87 tackle in 12 partite, tutte come titolare.
IL 29 settembre 2014, Landry fu sospeso dalla lega per quattro partite per uso di sostanze dopanti. Il 5 marzo 2015 fu nuovamente trovato positivo, venendo sospeso per altre dieci gare.

## Palmarès
- Convocazioni al Pro Bowl: 1

2012
- Difensore della NFC della settimana: 1

settimana 5 della stagione 2010
- PFWA All-Rookie Team - 2007
- Campione NCAA - 2004

## Statistiche
| Partite totali      | 92  |
| Partite da titolare | 91  |
| Tackle              | 570 |
| Sack                | 5,5 |
| Intercetti          | 6   |
| Touchdown           | 1   |
| Fumble forzati      | 10  |

Statistiche aggiornate alla stagione 2013